# Санто-Сости
Санто-Сости (итал. San Sosti) — коммуна в Италии, располагается в регионе Калабрия, подчиняется административному центру Козенца.
Население составляет 2323 человека, плотность населения составляет 54 чел./км². Занимает площадь 43 км². Почтовый индекс — 87010. Телефонный код — 0981.
Покровителем населённого пункта считается Иосиф Обручник. Праздник ежегодно празднуется 19 марта.